# Hieronim Jakubczak
Hieronim Jakubczak (ur. 1948, zm. 16 maja 2015) − polski specjalista budowy i eksploatacji maszyn, prof. nzw. dr hab. inż. Politechniki Warszawskiej.

## Praca naukowa
W 1982 na Wydziale Samochodów i Maszyn Roboczych Politechniki Warszawskiej  uzyskał stopień doktora nauk technicznych na podstawie obronionej pracy doktorskiej Metoda oceny trwałości zmęczeniowej węzłów spawanych konstrukcji stalowych z uwzględnieniem tolerancji wykonawczych, a w 2002 uzyskał stopień doktora habilitowanego nauk technicznych w zakresie budowy i eksploatacji maszyn na podstawie pracy Niepewność danych w prognozowaniu trwałości zmęczeniowej konstrukcji nośnych maszyn.
Był uznanym specjalistą w zakresie trwałości zmęczeniowej i kruchego pękania konstrukcji nośnych maszyn roboczych. Był wieloletnim pracownikiem naukowym i dydaktycznym w Instytucie Maszyn Roboczych Ciężkich na Wydziale SiMR PW, gdzie od 2000 do 2005 był zastępcą dyrektora tegoż Instytutu, a w latach 2005-2012 był prodziekanem tegoż Wydziału ds. dydaktycznych.

## Pogrzeb
Zmarł nagle 16 maja 2015 i sześć dni później, po mszy żałobnej w kościele św. Jana Chrzciciela w Magnuszewie, został pochowany na miejscowym cmentarzu.

## Publikacje
Hieronim Jakubczak był autorem licznych artykułów, prac naukowych, monografii z zakresu trwałości zmęczeniowej i kruchego pękania konstrukcji nośnych maszyn roboczych m.in.:
- Konstrukcje nośne, Oficyna Wydawnicza Politechniki Warszawskiej (2014; praca zbiorowa),
- Logistyka i jej rola w rozwoju gospodarki, "Bellona" (1995)[5],
- Niepewność danych w prognozowaniu trwałości zmęczeniowej konstrukcji nośnych maszyn[6],
- Wymiarowanie konstrukcji nośnej osprzętu roboczego żurawi przeładunkowych[7].

## Odznaczenia
- Medal Komisji Edukacji Narodowej,
- Złoty Krzyż Zasługi,
- Złoty Medal za Długoletnią Służbę[1].